# El imperio de la estupidez
El imperio de la estupidez es el cuarto álbum musical realizado por la banda de rock Sinergia. Es el primer disco de la banda que viene en dos ediciones, una sencilla en el cual viene la música y una edición de colección además trae un documental de la banda titulado "Yo soy así" registrado y dirigido por Eduardo Bertrán.
El imperio de la estupidez ha sido calificado por la banda como el disco más melódico de su carrera, donde se puede encontrar diversos ritmos desde el ragamuffin, pasando por acordes gitanos hasta el hard rock más característico de Sinergia, que autodenominan “metal pájaro”. Las canciones de este nuevo disco reafirman la aguda mirada de Sinergia a la idiosincrasia de nuestra sociedad, con un fin crítico y también divertido. Además, pensando en una internacionalización de su carrera, Sinergia utilizó un lenguaje más neutro, acortando las letras, pero no por eso menos directo, con el fin de que las canciones sean entendibles para casi toda Hispanoamérica.

## Lista de canciones
Todas las canciones escritas y compuestas por Don Rorro. 
| N.º   | Título                          | Duración |  |
| 1.    | «Hágalo bien»                   | 2:31     |  |
| 2.    | «No sé en qué gastar mi dinero» | 2:50     |  |
| 3.    | «Superhéroes»                   | 2:36     |  |
| 4.    | «Me gusta me gusta»             | 2:47     |  |
| 5.    | «Yo soy así»                    | 2:57     |  |
| 6.    | «La suerte»                     | 2:56     |  |
| 7.    | «Mi bigote»                     | 3:01     |  |
| 8.    | «Refranes de mi abuelo»         | 2:22     |  |
| 9.    | «Apaga el fuego»                | 2:34     |  |
| 10.   | «Yo creí que quería conmigo»    | 2:22     |  |
| 11.   | «Exijo una explicación»         | 2:24     |  |
| 29:38 |                                 |          |  |

## Arte del disco
El imperio de la estupidez busca marcar un hito en la historia de la música chilena, sobre todo con su edición de colección ya que está realizado en un formato de lujo desarrollado por Chris Leskovsek, Emilio Córdova y Bruno Godoy. 
La portada es alterable gracias a las postales que trae el disco para cada una de las 11, además la caja se transforma en un escenario tridimensional, donde se colocan los integrantes que son figuritas recortables de cartón formando un escenario con la banda en pop-up.

## Créditos
- Rodrigo "Don Rorro" Osorio- Voz
- Pedro "Pedrale" López - Guitarra
- Alexis "Aneres" González - Bajo
- Bruno "Brunanza" Godoy - Batería
- Paul DJ Panoramix Eberhard - Tornamesa, Samplers,
- Jaime "Humitas Con Tomate" García Silva - Sintetizador, Teclados